# Cladothela
Cladothela là một chi nhện trong họ Gnaphosidae.